# Jacques Danne

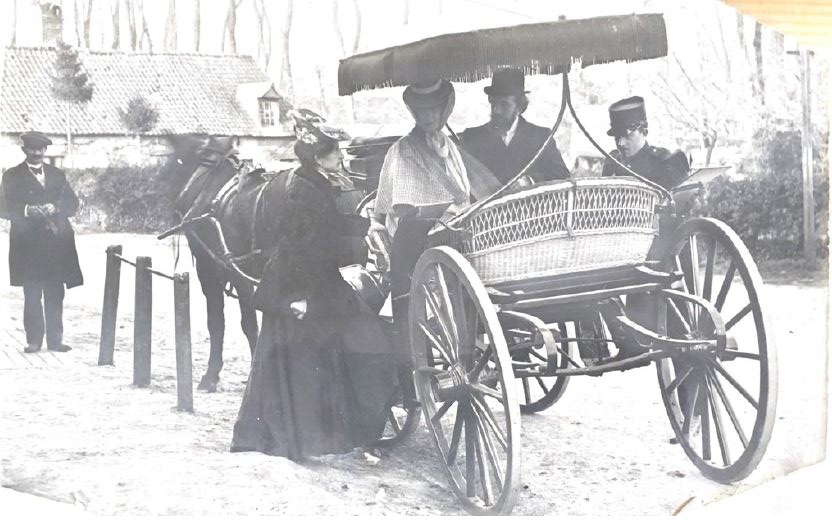
Jacques Danne et son épouse

Jacques Danne, né à Paris 6e le 9 août 1882 et mort à Gif-sur-Yvette le 8 mars 1919, est un physicien français, élève puis préparateur de Pierre Curie à l'ESPCI puis à l'Institut du Radium. Il est le frère du physicien Gaston Danne.

## Biographie
Avec Pierre Curie et André-Louis Debierne, il découvre la radioactivité induite et mesure la charge électrique du rayonnement émis par les corps radioactifs. En janvier 1904, il crée, avec Henri Farjas, un périodique intitulé Le Radium, conçu comme un organe de vulgarisation et de recherches et particulièrement consacré à la radioactivité et à l’étude des radiations. En juillet de la même année, il en devient le secrétaire de la rédaction. Puis il assure la rédaction du journal, son frère Gaston Danne en devenant le secrétaire de rédaction. Le titre s'arrête durant la guerre puis reprend momentanément en 1919 avant de fusionner avec le Journal de physique théorique et appliquée. 
Il renonce par la suite à une carrière universitaire et démissionne, à la demande de Marie Curie, de l'Institut du Radium. Il crée alors à Gif-sur-Yvette sa propre société, comportant un laboratoire et une usine de radium. 
Il est emporté, en mars 1919, par l'épidémie meurtrière de grippe espagnole.

## Publications
- Le radium : sa préparation et ses propriétés, préface de Charles Lauth, Paris, Librairie polytechnique  Béranger, 1904.
- Das Radium : seine Darstellung und seine Eigenschaften, préface de Charles Lauth, Leipzig, Veit, 1904.
- Conférences de radiumbiologie faites à l'Université de Gand en 1913, avec Paul Giraud, Henri Coutard, Gaston Danne et J. de Nobele, Bruxelles, Severeyns, 1914.
- L'émanation du radium, propriétés, production, applications médicales, Paris, 1916.